# 의성 만취당
의성 만취당(義城 晩翠堂)은 대한민국 경상북도 의성군 점곡면에 있는, 퇴계 이황의 제자 김사원(金士元, 1539~1602)이 학문을 닦고 후진을 양성하기 위해 세운 건물이다. 2014년 6월 5일 대한민국의 보물 제1825호로 지정되었다.

## 개요
만취당은 퇴계 이황의 제자 김사원(金士元, 1539~1602)이 학문을 닦고 후진을 양성하기 위해 세운 건물로 이곳을 찾은 온계 이해, 서애 류성룡 등 많은 인사들의 시문이 남아 있으며, 현판은 석봉 한호의 친필이다. 건립연대는 만취당 중수기문에서 확인할 수 있는데, 1582년(선조15)에 짓기 시작하여 1584년에 완공하였다고 적고 있다. 이후 1711년(숙종 37) 연목을 일부 교체하였고, 1727년(영조 3) 동쪽으로 2칸을 증축하였으며(復齋), 1764년(영조 40) 서쪽으로 1칸 온돌방을 증축(西小翼室)하여 현재와 같은 T자형 평면이 완성되었다.
만취당은 누각형 건물로 기둥은 배면을 제외한 3면은 루하주와 루상주로 구분되며 약한 흘림을 두어 원형으로 치목하였다. 창방의 치목은 모서리를 궁굴린 고식의 치목기법을 지니고 있으며 귀솟음이 완연하다. 기둥상부에는 주두를 얹고, 외부는 짧으면서 힘 있는 살미를 두었으며, 내부는 선각된 익공형(翼工刑) 보아지를 대량(대들보)방향으로 얹었다. 초창 이후 증축된 온돌방 부분은 창호 결구법이 맞댄이음으로 대청 부분과는 완연히 구별되며, 상부구조는 기존의 구조를 손상시키지 않고 증축하여 당초의 가구법을 확인할 수 있다. 겹처마의 선자연은 치목수법이 정연하다.
만취당은 도리와 대량의 구조결구법 등 초창 당시의 건축수법을 잘 간직하고 있으며, 16세기 사대부가의 주거 및 선비문화 그리고 사회적 요구에 따른 건축적 변화과정을 잘 보여주고 있다.

## 참고 자료
- 의성 만취당 - 국가유산청 국가유산포털
- 이 문서에는 문화재청에서 공공누리 제1유형으로 배포된 자료를 바탕으로 한 내용이 포함되어 있습니다.